# 查泰莱夫人
《查泰莱夫人》（法語：Lady Chatterley）是一部2006年帕絲卡·費弘执导的法国电影，改编自英国作家D·H·勞倫斯于1928年发表的小说《查泰莱夫人的情人》，由法国演员玛丽娜·汉斯和让-路易·顾洛克（Jean Louis Coullo'ch）主演。法国于2006年11月1日上映，英国于2007年8月24日上映。获得2007年凯撒电影奖最佳影片、女主角等五个奖项。

## 奖项
- 路易·德呂克獎
- 第32届凯撒电影奖
  - 最佳电影
  - 最佳女主角   – Marina Hands
  - 最佳摄影     – Julien Hirsch
  - 最佳服装设计 – Marie-Claude Altot
  - 最佳改编剧本 – Roger Bohbot, Pascale Ferran and Pierre Trividic